# Primula helodoxa
Primula helodoxa är en viveväxtart som beskrevs av Isaac Bayley Balfour. Primula helodoxa ingår i släktet vivor, och familjen viveväxter. Inga underarter finns listade i Catalogue of Life.